# Єлань (Кабанський район)
Єлань (рос. Елань) — село Кабанського району, Бурятії Росії. Входить до складу Сільського поселення Кабанське.
Населення — 423 особи (2015 рік).